# Liste des vénérables reconnus par Jean-Paul II
Un futur « saint » de l'Église catholique commence par être déclaré « vénérable » puis « bienheureux ». Une enquête sur sa vie est menée pour savoir s'il a pratiqué les vertus chrétiennes à un degré « héroïque ». Dans la procédure de béatification et de canonisation, la reconnaissance de l'« héroïcité des vertus » ou, selon le cas, du martyr est la première étape majeure. La personnalité ainsi reconnue devient « vénérable » pour l'Église catholique.
Durant son pontificat, le pape Jean-Paul II a autorisé la promulgation de 541 décrets de reconnaissance de vertus héroïques de candidats à la béatification.

## 1978
1er décembre 1978
- Auguste Czartoryski (1858-1893), prince et prêtre salésien polonais. Béatifié en 2004.
- Joséphine Bakhita (1869-1947), ancienne esclave, religieuse canossienne soudanaise. Canonisée en 2000.
- Léonie Aviat (1844-1914) française, fondatrice des oblates de Saint François de Sales. Canonisée en 2001.

## 1979
10 mai 1979
- Jean-André Houben (1821-1893), prêtre passioniste néerlandais. Canonisé en 2007.
- Victrice Weiß (1842-1924), prêtre capucin allemand.

13 juillet 1979
- Jeanne Jugan (1792-1879), religieuse française, fondatrice des Petites Sœurs des pauvres. Canonisée en 2009.
- Marie-Rose Durocher (1811-1849) canadienne, fondatrice des Sœurs des saints Noms de Jésus et de Marie. Béatifiée en 1982.

## 1980
29 avril 1980
- Brigitte Morello (1610-1679), religieuse italienne fondatrice des ursulines de Marie Immaculée. Béatifiée en 1998.
- Joseph-Amand Passerat (1772-1858), prêtre rédemptoriste français.
- Françoise Siedliska (1842-1902) religieuse polonaise fondatrice des Sœurs de la Sainte Famille de Nazareth. Béatifiée en 1989.

11 octobre 1980
- Dominique du Saint-Sacrement (1901-1927), prêtre espagnol de l'Ordre des Trinitaires. Béatifié en 1983.
- Raphael Kalinowski (1835-1907), prêtre carme déchaussé polonais, « restaurateur du Carmel en Pologne ». Canonisé en 1991.

## 1981
31 janvier 1981
- Marie-Léonie Paradis (1840-1912), religieuse canadienne, fondatrice des Petites Sœurs de la Sainte-Famille.
- Pierre Urraca de la Sainte Trinité (1583-1657) mercédaire espagnol.

30 mars 1981
- María Catalina Irigoyen Echegaray (1848-1918), espagnole, membre des servantes de Marie, ministres des malades.

4 mai 1981
- Maria Gabriella Sagheddu (1914-1939), religieuse trappistine italienne.

27 novembre 1981
- Galileo Nicolini (1882-1891), jeune séminariste italien.
- Louis Balbiano (1812-1884), prêtre italien.
- Mariam Baouardy (1846-1878), religieuse carmélite et mystique palestinienne.
- Mercedes de Jesús Molina (1828-1883), religieuse équatorienne fondatrice des sœurs de sainte Marianne de Jésus.
- Raphaël Guízar Valencia (1878-1938), prélat mexicain.

## 1982
11 février 1982
- Céline Chludzińska Borzęcka (1833-1913), polonaise fondatrice des sœurs de la Résurrection de Notre Seigneur Jésus-Christ.
- Francisco Gárate (1857-1929), frère jésuite espagnol.
- Guido Maria Conforti (1865-1931), prélat catholique italien.
- Clotilde de France (1759-1802), princesse française, reine de Sardaigne.
- Rafqa Pietra Choboq Ar-Rayès (1832-1914), religieuse maronite libanaise.

2 avril 1982
- Marie-Angèle Truszkowska (1825-1899), religieuse polonaise, fondatrice des sœurs de Saint Félix de Cantalice.
- Gesualdo Melacrino (1725-1803), prêtre et mystique italien.
- Jacques Cusmano (1834-1888), prêtre italien, fondateur des servantes des pauvres et des missionnaires serviteurs des pauvres.

11 mai 1982
- Benoît Menni (1841-1912), religieux italien, fondateur des sœurs hospitalières du Sacré-Cœur de Jésus.
- Jurgis Matulaitis (1871-1927), prélat polono-lituanien, fondateur des sœurs de l'Immaculée Conception et des servantes de Jésus.

12 juillet 1982
- Élisabeth de la Trinité (1880-1906), religieuse carmélite française.
- Isidore De Loor (1881-1916), frère passioniste belge.
- Joseph Manyanet y Vives (1833-1901), prêtre français, fondateur des fils de la Sainte-Famille et des filles missionnaires de la Sainte Famille.
- Marie-Catherine Troiani (1813-1887), religieuse italienne, fondatrice des Franciscaines missionnaires du Cœur immaculé de Marie
- Thérèse Valsé Pantellini (1878-1907), italienne membre des filles de Marie-Auxiliatrice.

19 juillet 1982
- Salvatore Lilli (1853-1895), prêtre italien, et ses compagnon Arméniens, martyrs en Turquie[1],[2].

17 décembre 1982
- Hedwige Borzęcka (1863-1907), religieuse polonaise, cofondatrice des sœurs de la Résurrection.
- Marie Crucifiée Costantini (1713-1787), religieuse italienne, fondatrice des moniales passionistes.

## 1983
13 janvier 1983
- Daniel Brottier (1876-1936), missionnaire spiritain français, directeur de la fondation des orphelins apprentis d'Auteuil.
- Karolina Gerhardinger (1797-1879), religieuse allemande, fondatrice des pauvres sœurs des écoles de Notre-Dame.
- Pauline von Mallinckrodt (1817-1881), religieuse allemande, fondatrice des sœurs de la charité chrétienne.

21 mars 1983
- Léon Papin-Dupont (1797-1876), laïc français, « apôtre de la Sainte Face de Jésus ».
- Nicolas Barré (1621-1686), religieux minime fondateur des sœurs de l'Enfant Jésus et des sœurs de l'Enfant Jésus-Providence de Rouen.
- Pie de Saint-Louis (1868-1889), religieux italien passioniste.

14 mai 1983
- Étienne Pernet (1824-1899), prêtre assomptionniste français, fondateur des Petites Sœurs de l'Assomption.
- Hyacinthe-Marie Cormier (1832-1916), prêtre dominicain français, 76e maître général de l'ordre.
- Rupert Mayer (1876-1945), prêtre jésuite allemand.
- Ursule Ledóchowska (1865-1939), religieuse polonaise, fondatrice des Ursulines du Cœur de Jésus Agonisant.
- Victoire Rasoamanarivo (1848-1894), laïque malgache.

9 juin 1983
- Modestin de Jésus et Marie (1802-1854), prêtre franciscain italien.
- Eugénie Joubert (1876-1904), religieuse membre des Sœurs de la Sainte-Famille du Sacré-Cœur.
- Jean Bruni (1882-1897), prêtre passioniste italien.
- Marie Thérèse de Jésus (Gonzalez-Quevedo) (1930-1950), carmélite espagnole.

9 juillet 1983
- Blandine Merten (1883-1918), religieuse ursuline de Calvarienberg allemande.
- Dorothée Chopitea Villota Serra (1816-1891), laïque salésienne chilienne.

24 septembre 1983
- Marthe Le Bouteiller (1816-1883), religieuse française membre des sœurs de Sainte Marie-Madeleine Postel
- Marcelo Spínola y Maestre (1835-1906), cardinal espagnol, fondateur des servantes du Divin Cœur.
- Pierre Friedhofen (1819-1860), religieux allemand fondateur des frères de la Miséricorde de Marie-Auxiliatrice.

## 1984
12 janvier 1984
- José Maria Rubio (1864-1929), prêtre jésuite espagnol, « apôtre de Madrid ».
- Nicolas Sténon (1638-1686), prélat, anatomiste et géologue danois.

17 février 1984
- Joseph Nascimbeni (1851-1922), prêtre italien, fondateur des petites sœurs de la Sainte-Famille.
- Polycarpe Gondre (1801-1856), français, second fondateur des frères du Sacré-Cœur.

7 avril 1984
- Kuriakose Elias Chavara (1805-1871), indien syro-malabar, fondateur des carmes de Marie Immaculée et les sœurs de la Mère du Carmel.
- Marie del Carmen González Ramos (1834-1899), religieuse espagnole, fondatrice des franciscaines des Sacrés Cœurs.
- Virginie Centurione Bracelli (1587-1651), laïque italienne, fondatrice des sœurs de Notre Dame du refuge du Mont Calvaire.

9 juin 1984
- Marie-Catherine de Saint-Augustin (1632-1668), française membre des chanoinesses régulières hospitalières de la miséricorde de Jésus.
- Jean-Bernard Rousseau (1797-1867), frère des écoles chrétiennes français.
- Marie-Joseph Cassant (1878-1903), prêtre et moine trappiste français.

9 novembre 1984
- Alphonsine de l’Immaculée (1910-1946), religieuse indienne membre des franciscaines clarisses.

14 décembre 1984
- Ulrika Nisch (1882-1913), religieuse allemande membre des sœurs de la charité de la Sainte-Croix.

## 1985
21 mars 1985
- Eustochia Smeralda Calafato (1434-1485), religieuse clarisse italienne.
- Françoise Cirer Carbonell (1781-1855), religieuse espagnole.
- Frédéric Janssoone (1838-1916), prêtre franciscain français.
- Pierre-François Jamet (1762-1845), prêtre français, restaurateur des sœurs du Bon Sauveur.

9 mai 1985
- Junípero Serra (1713-1784), prêtre missionnaire franciscain espagnol, « Apôtre de la Californie ».
- Timoteo Giaccardo (1896-1948), prêtre italien, vicaire général de la société de saint Paul.

6 juillet 1985
- Bénédicte Cambiagio Frassinello (1791-1858), religieuse italienne, fondatrice des bénédictines de la Providence.
- Miguel Mañara (1627-1679), laïc espagnol, membre de la confrérie de la Sainte Charité.
- Thérèse Grillo Michel (1855-1944), religieuse italienne, fondatrice des petites sœurs de la Divine Providence.
- Pie IX (1792-1878), 255e pape.

16 novembre 1985
- Antoine-Ange (1772-1858) et Marc-Antoine Cavanis (1774-1853), frères, prêtres italiens, fondateurs de la congrégation des Écoles de charité.
- Giuseppe Bedetti (1799-1889), prêtre italien.
- Savina Petrilli (1851-1923), religieuse italienne, fondatrice des sœurs des pauvres de Sainte Catherine de Sienne.

## 1986
16 janvier 1986
- Jean Calabria (1873-1954), italien, fondateur des pauvres serviteurs de la Divine Providence et des pauvres servantes de la Divine Providence.
- José Gregorio Hernández (1864-1919), laïc vénézuélien.
- Gaspard Stanggassinger (1871-1899), prêtre allemand.
- Mère Saint-Louis (1763-1825), religieuse française, fondatrice des sœurs de la Charité de Saint-Louis.

22 mars 1986
- Alberto Marvelli (1918-1946), laïc italien, membre de l'Action catholique italienne.
- Alberte Giménez y Adrover (1837-1922), religieuse espagnole, fondatrice des religieuses de la Pureté de Marie.
- Édouard-Joseph Rosaz (1830-1903), prélat italien, fondateur des franciscaines missionnaires de Suse.
- Jean Baptiste Piamarta (1841-1913), italien, fondateur de la congrégation de la Sainte Famille et des humbles servantes du Seigneur.
- Thérèse des Andes (1900-1920), religieuse carmélite chilienne.

5 juin 1986
- Adèle de Batz de Trenquelléon (1789-1828), religieuse française, fondatrice des filles de Marie Immaculée.
- Arnould Rèche (1838-1890), religieux français, frère des écoles chrétiennes.
- Laura Vicuña (1891-1904), jeune laïque chilienne.
- Marie Marguerite Caiani (1863-1921), religieuse italienne, fondatrice des franciscaines minimes du Sacré-Cœur.

30 juin 1986
- Édouard Poppe (1890-1924), prêtre belge, « apôtre de l'Eucharistie et de la Mission ».
- Pierre Bonilli (1841-1935), prêtre italien, fondateur des sœurs de la Sainte Famille de Spolète.

10 novembre 1986
- Agnelo de Souza (en) (1869-1927), religieux portugais.
- François Palau y Quer (1811-1872), prêtre carme, fondateur des carmélites missionnaires et des carmélites missionnaires thérèsiennes.

## 1987
3 janvier 1987
- François Tarin Arnau (1847-1910), prêtre jésuite espagnol.
- Marie-Joséphine de Jésus crucifié (1894-1948), religieuse carmélite italienne.
- Josefa Naval Girbés (1820-1893), laïque italienne.
- Philippe Rinaldi (1856-1931), prêtre salésien italien.
- Victor Scheppers (1802-1877), prêtre catholique belge, fondateur des Frères de la Miséricorde de Malines.

26 janvier 1987
- Joseph Baldo (1843-1915), prêtre italien, fondateur des Petites Filles de Saint-Joseph.
- Catherine Drexel (1858-1955), religieuse américaine, fondatrice des Sœurs du Saint Sacrement pour les Indiens et les Noirs.

16 mars 1987
- Jean-Baptiste Scalabrini (1839-1905), prélat italien, « apôtre du catéchisme ».
- Honorat de Biala (1829-1916), prêtre capucin polonais, fondateur de nombreux instituts religieux.
- Marguerite Marie López de Maturana (1884-1934), religieuse espagnole, fondatrice des Sœurs mercédaires missionnaires.

8 mai 1987
- Éléonore Ramirez de Montalvo (en) (1602-1659), laïque italienne.

1er juin 1987
- Cecilia Eusepi (1910-1928), laïque italienne, membre du Tiers-Ordre des Servites de Marie.

23 octobre 1987
- Angèle Salawa (1881-1922), polonaise du Tiers-Ordre franciscain.
- Lucie Burlini (1710-1789), laïque italienne.
- Mariano Avellana Lasierra (es) (1844-1904), prêtre chilien.
- Marie de Jésus Deluil-Martiny (1841-1884), religieuse française, fondatrice des Filles du Cœur de Jésus.
- Narcisse de Jésus Martillo Morán (1832-1869), laïque équatorienne.
- Ignace Falzon (1813-1865), maltais membre du Tiers-Ordre franciscain.
- Pier Giorgio Frassati (1901-1925), laïc italien, membre du Tiers-Ordre dominicain.
- Pierre Bonhomme (1803-1861), prêtre français, fondateur des Sœurs de Notre-Dame du Calvaire.
- Thomas d'Olera (1563-1631), religieux capucin, précurseur de la dévotion au Sacré-Cœur.

11 décembre 1987
- Bienvenue Bambozzi (1809-1875), frère conventuel italien.
- Bernard Marie Clausi (1789-1849), prêtre italien.
- Élie de Saint Clément (1901-1927), religieuse carmélite italienne.

## 1988
8 février 1988 
- Francesco Chiesa (1874-1946), prêtre et théologien italien, cofondateur de la Famille Paulinienne.
- Élisabeth Renzi (1786-1859), religieuse italienne.
- Laurent Marie Salvi (1782-1856), prêtre passionniste italien, « apôtre de l'Enfant-Jésus ».
- Marie Potter (1847-1913), religieuse britannique, fondatrice des sœurs de la Petite Compagnie de Marie
- Pauline du Cœur Agonisant de Jésus (1865-1942), religieuse italo-brésilienne, fondatrice des petites Sœurs de l'Immaculée Conception
- Pierre-Bienvenu Noailles (1793-1861), prêtre français, fondateur des sœurs de la Sainte Famille de Bordeaux.

28 mars 1988
- Louise Thérèse de Montaignac (1820-1885), laïque consacrée, fondatrice des oblates du Cœur de Jésus.
- Maggiorino Vigolungo (1904-1918), jeune laïc de la société de saint Paul.

1er septembre 1988
- Claire Bosatta (1858-1887), religieuse italienne des filles de Sainte Marie de la Divine Providence
- Madeleine Morano (1847-1908), religieuse italienne fille de Marie Auxiliatrice.
- Marie Euthymie Üffing (1914-1955), religieuse allemande des sœurs de la Charité de la Vierge des Douleurs, mère de Dieu.
- Marie Françoise Rubatto (1844-1904), religieuse italienne fondatrice des capucines de la mère Rubatto.
- Nazaria Ignazia March Mesa (1889-1943), religieuse espagnole fondatrice des sœurs missionnaires croisées de l'Église.

28 novembre 1988
- Paule Montal Fornés (1799-1889), religieuse espagnole, fondatrice des filles de Marie des écoles pies.
- Joseph Savelberg (en) (1827-1907), prêtre néerlandais.

## 1989
11 février 1989
- Agnès de Bohême (1212-1282), princesse et religieuse clarisse tchèque.

18 février 1989
- Élisabeth Vendramini (1790-1860), religieuse italienne, fondatrice des franciscaines élisabethines.
- Eugénie Picco (1867-1921), religieuse italienne, supérieure générale des petites Filles des Sacrés-Cœurs de Jésus et Marie.
- Józef Sebastian Pelczar (1842-1924), prélat polonais, fondateur des servantes du Sacré-Cœur de Jésus.
- Marie-Théodore Voiron (1835-1925), religieuse française des sœurs de Saint Joseph de Chambéry.
- Paul Manna (1872-1952), prêtre et missionnaire italien, supérieur de l'Institut pontifical pour les missions étrangères.

13 mai 1989
- Adolph Kolping (1813-1865), prêtre allemand.
- Annonciade Cocchetti (1800-1882) fondatrice des sœurs de Sainte Dorothée de Cemmo.
- Dina Bélanger (1897-1929), religieuse canadienne.
- Francisco Marto (1908-1919), jeune laïc portugais, témoin des apparition de Fàtima.
- Jacinta Marto (1910-1920), jeune laïque portugaise, témoin des apparition de Fàtima.
- Joseph Allamano (1851-1926), prêtre italien, fondateur des missionnaires de la Consolata et des sœurs de la Consolata.
- Jaume Clotet i Fabrés (ca) (1822-1898), prêtre espagnol, cofondateur des fils du Cœur Immaculé de Marie.
- Joseph Vaz (1651-1711), prêtre et missionnaire oratorien indien, « apôtre de l'île de Ceylan ».
- Marie Léonarde Ranixe (1796-1875), religieuse italienne, fondatrice des clarisses de la Sainte Annonciation.
- Marie Venegas de la Torre (1868-1959), religieuse mexicaine, fondatrice des filles du Sacré Cœur de Jésus de Guadalajara.
- Marie Schininà (1844-1910), religieuse italienne, fondatrice des sœurs du Sacré Cœur de Raguse.

7 septembre 1989
- Balbin du Carmel (1865-1934), prêtre carme espagnol.
- Charles Sterpi (it) (1874-1951), prêtre italien.
- Claudio Granzotto (1900-1947), religieux et sculpteur franciscain italien.
- Philomène Ferrer Galceran (1841-1868), religieuse espagnole, fondatrice du couvent des Minimes de Móra.
- José Maria de Yermo y Parres (1851-1904), lazariste mexicain, fondateur des servantes du Sacré-Cœur de Jésus et des Pauvres.
- María Josefa Sancho de Guerra (1842-1912), religieuse espagnole, fondatrice des servantes de Jésus de la Charité.
- Nazareno Santolini (1859-1930), prêtre passioniste italien.
- Nimatullah Kassab Al-Hardini (1808-1858), moine libanais maronite.
- Raphaël Arnáiz Barón (1911-1938), frère oblat trappiste espagnol.

21 décembre 1989
- Augustin Roscelli (1818-1902), prêtre italien, fondateur des Sœurs de l'Immaculée Conception de Gênes.
- Hannibal Marie Di Francia (1851-1927), prêtre italien, fondateur des rogationistes du Cœur de Jésus et des filles du Divin Zèle.
- Étienne de Adoáin (es) (1808-1880), prêtre capucin vénézuélien.
- Philipp Jeningen (1642-1704), prêtre et missionnaire allemand.
- Jacques Gianiel (1714-1750), passionniste italien.
- Casimir Wyszyński (pl) (1700-1755), prêtre polonais, supérieur des marianistes de l'Immaculée Conception.
- Leonardo Castellanos y Castellanos (1862-1912), évêque mexicain.
- Marie-Thérèse Charlotte de Lamourous (1754-1836), laïque française, fondatrice des Sœurs de la Miséricorde.

## 1990
3 mars 1990
- Andrea Borello (1916-1948), prêtre italien de la Société de saint Paul.
- Anne de Guigné (1911-1922), jeune laïque française.
- Exupérien Mas (en) (1829-1905), religieux et éducateur français, frère des écoles chrétiennes.
- François Spinelli (1853-1913), prêtre italien, fondateur des Adoratrices du Saint-Sacrement.
- Gaétan Catanoso (1879-1963), prêtre italien, fondateur des Sœurs Véronique de la Sainte Face.
- Mariano de Jesús Euse Hoyos (1845-1926), prêtre colombien.
- Pierre Leonardi (1769-1844), prêtre italien, fondateur des Filles de Jésus de Vérone.
- Saturnine Jassa y Fontcuberta (1851-1936), religieuse espagnole, première supérieure de la Compagnie de Sainte Thérèse.
- Théodoret Garberoglio (1871-1954), Frère des écoles chrétiennes italien.

9 avril 1990
- Antoine Gallo (1899-1934), prêtre italien.
- Catherine McAuley (1778-1841), religieuse irlandaise, fondatrice des Sœurs de la Miséricorde.
- Josemaría Escrivá (1902-1975), prêtre espagnol, fondateur de l'Opus Dei.
- Juan Diego Cuauhtlatoatzin (1474-1548), laïc mexicain, témoin des apparitions de la Vierge de Guadalupe.
- Ramón Ibarra y González (es) (1853-1917), prélat mexicain.

10 juillet 1990
- Colombe Gabriel (1858-1926), religieuse ukrainienne, fondatrice des Bénédictines de la charité.
- Joseph Ambrosini (1889-1913), prêtre italien.
- Marguerite Bays (1815-1879), laïque suisse.
- Marie-Louise Trichet (1684-1759), religieuse française, cofondatrice des Filles de la Sagesse.

## 1991
22 janvier 1991
- Alfano Vaser (1873-1943), premier Frère Mariste italien.
- Antoine Auguste Intreccialagli (1852-1924), père carme italien, nommé évêque par Pie X.
- Bolesława Lament (1862-1946), religieuse polonaise, fondatrice des sœurs missionnaires de la Sainte-Famille.
- Camille Costa de Beauregard (1841-1910), prêtre français, fondateur d'un orphelinat pour garçons.
- Hélène Aiello (1895-1961), religieuse italienne, fondatrice des sœurs minimes de la Passion du Christ.
- Gaétane Sterni (1827-1889), religieuse italienne, fondatrice des sœurs de la volonté divine.
- Genoveva Torres Morales (1870-1956), religieuse espagnole, fondatrice des sœurs du Sacré-Cœur de Jésus et des Saints Anges.
- Didace de Vallinfreda (1839-1919), prêtre franciscain italien.
- John Henry Newman (1801-1890), cardinal et théologien britannique.
- Laura Montoya (1874-1949) fondatrice des missionnaires de Marie Immaculée et de Sainte Catherine de Sienne.
- Tecla Merlo (1894-1964), religieuse italienne, cofondatrice et première supérieure générale des Filles de Saint-Paul.
- Pierre Casani (1570-1647), prêtre piariste italien.
- Vicente Bernedo (es) (1562-1619), prêtre dominicain navarrais.
- Zéphyrin Agostini (1813-1896) fondateur des ursulines filles de Marie Immaculée

14 mai 1991
- Alfred Pampalon (1867-1896), prêtre rédemptoriste canadien.
- Anne de Xainctonge (1567-1621), religieuse française, fondatrice de la compagnie de Sainte Ursule de la Vierge Bénie.
- Cesare Guasti (it) (1822-1889), laïc italien.
- Egidio Laurent (1884-1941), prêtre italien.
- Gabriel Taborin (1799-1864), prêtre français, fondateur des frères de la Sainte Famille de Belley.
- Giuseppe Bartolomeo Menochio (1741-1823), prêtre augustin italien.
- Giuseppe Giraldi (1848-1901), prêtre franciscain.
- Grimoald de la Purification (1883-1902), prêtre passionniste italien.
- Marie Hélène Stollenwerk (1852-1900), religieuse allemande, cofondatrice des sœurs missionnaires servantes du Saint-Esprit.
- Josèphe Hendrina Stenmanns (1852-1903), religieuse allemande, cofondatrice des Sœurs missionnaires servantes du Saint-Esprit.
- Jean-Baptiste Delaveyne (1653-1719), prêtre bénédictin français, fondateur des sœurs de la Charité de Nevers.
- Clara Fey (1815-1894), religieuse allemande, fondatrice des sœurs du Pauvre Enfant Jésus.
- Marie Crucifiée Satellico (1706-1745), religieuse clarisse italienne.
- Marie-Anne Blondin (1809-1890), religieuse canadienne, fondatrice des sœurs de Sainte-Anne.
- Joseph Frassinetti (1804-1868), prêtre italien, fondateur des fils de Sainte Marie Immaculée.

6 juillet 1991
- Jean Duns Scot (1266-1308), prêtre et théologien franciscain écossais, fondateur de l'École scotiste.
- Jeanne-Émilie de Villeneuve (1811-1854), religieuse française, fondatrice des Sœurs de Notre-Dame de l'Immaculée Conception de Castres.
- Jeanne Beretta Molla (1922-1962), laïque italienne.
- Marc d'Aviano (1631-1699), prêtre capucin italien, conseiller de l'empereur Léopold Ier du Saint-Empire.
- Marie Rafols (1781-1853), religieuse espagnole, fondatrice des Sœurs de la Charité de sainte Anne.

21 décembre 1991
- Albert Hurtado (1901-1952), prêtre jésuite chilien.
- Anita Cantieri (1910-1942), laïque consacrée italienne.
- Emmanuel d'Alzon (1810-1880), prêtre français, fondateur des Augustins de l'Assomption.
- Gérard Sagarduy (1881-1962), prêtre passionniste italien.
- Jordan Mai (de) (1866-1922), prêtre franciscain allemand.
- Marie Bernarde Bütler (1848-1924), religieuse capucine suisse, fondatrice des Franciscaines missionnaires de Marie Auxiliatrice.
- Marie-Lucrèce Zileri dal Verme (1839-1923), religieuse italienne, deuxième fondatrice des Ursulines missionnaires du Sacré-Cœur de Jésus.
- Marie-Vincente de Sainte-Dorothée (1867-1949), religieuse mexicaine, fondatrice des Servantes de la Très Sainte Trinité et des pauvres.
- Marie Poussepin (1653-1744), religieuse française, fondatrice des Sœurs de la charité dominicaines de la Présentation.
- Oreste Fontanella (1883-1935), prêtre italien.
- Vincent Cimatti (1879-1965), missionnaire italien au Japon.

## 1992
7 mars 1992
- Angelico de None (1875-1953), prêtre franciscain italien.
- Faustine Kowalska (1905-1938), religieuse et mystique polonaise, « apôtre de la Miséricorde Divine ».
- Genoveffa De Troia (it) (1887-1949), religieuse italienne du tiers-ordre franciscain.
- Joséphine Vannini (1859-1911), religieuse italienne, fondatrice des filles de Saint Camille.
- Jeanne Chézard de Matel (1596-1670), religieuse française, fondatrice de l'ordre du Verbe incarné.
- Marie de saint Joseph Alvarado Cardozo (1875-1967), vénézuélienne fondatrice des augustines récollettes du Sacré-Cœur.

13 juin 1992
- Antoinette Farani (1906-1963), religieuse italo-brésilienne membre des sœurs passionistes de Saint Paul de la Croix.
- Cornelia Connelly (1809-1879), religieuse américaine, fondatrice des sœurs du Saint Enfant Jésus.
- Giovanni Battista Rubino (1776-1853), prêtre italien.
- Louis Amigó Ferrer (1854-1934), espagnol fondateur des capucines de la Sainte Famille et des amigoniens.
- Josep Torras i Bages (1846-1916), prélat espagnol.
- María Teresa González Justo (1921-1967), religieuse espagnole, membre des Sœurs de Notre Dame de la Consolation.
- Mary MacKillop (1842-1909), religieuse catholique australienne, cofondatrice des Sœurs de Saint-Joseph du Sacré-Cœur.
- Monique de Jésus (es) (1889-1964), religieuse espagnole.
- Stanislas Papczyński (1631-1701), prêtre piariste polonais, fondateur des Pères marianistes de l'Immaculée Conception.

11 juillet 1992
- Fortuné Marie de Saint Paul (1826-1905), passionniste italien.
- Lászaló Batthyány-Strattmann (1870-1931), laïc hongrois.
- Luigi Talamoni (1848-1926), prêtre italien, fondateur des Sœurs de la Miséricorde de Saint Gérard.
- María Dolores Rodríguez Sopeña (1848-1918), espagnole fondatrice des sœurs de l'institut catéchiste.
- Théodore Guérin (1798-1856), religieuse française, fondatrice des Sœurs de la Providence de Saint Mary-of-the-Woods.

21 décembre 1992
- Augustin Chieppi (1830-1891), prêtre italien fondateur des Petites Filles des Sacrés-Cœurs de Jésus et Marie.
- Félix Marie Ghebre Amlak (1895-1934), prêtre et moine cistercien de l’Église catholique éthiopienne.
- Jan Beyzym (1850-1912), prêtre jésuite polonais, missionnaire à Madagascar et « apôtre des lépreux ».
- Nicolas Roland (1642-1678), prêtre français fondateur des Sœurs du Saint Enfant Jésus.
- Stanislas Kazimierczyk (1433-1489), prêtre polonais membre des Chanoines réguliers du Latran.
- Vittorio De Marino (en) (1863-1929), prêtre barnabite italien.
- Jacques de Ghazir (1875-1954), prêtre capucin libanais fondateur des Franciscaines de la Croix du Liban.

## 1993
2 avril 1993
- Camila Rolón (1842-1913), religieuse argentine, fondatrice des Sœurs pauvres buenos-airiennes de saint Joseph.
- Daniel Coppini (1867-1945), prêtre capucin italien.
- Edmond Rice (1762-1844), laïc irlandais, fondateur des frères chrétiens et des frères de la Présentation.
- François Méndez Casariego (1850-1924), chanoine espagnol fondateur des Sœurs trinitaires de Madrid.
- Louis Variara (1875-1923), prêtre salésien italien, fondateur des Filles des Sacrés Cœurs de Jésus et de Marie.
- Marie Thérèse Scherer (1825-1888), religieuse suisse, fondatrice des Sœurs de la charité de la Sainte-Croix.
- Paule Renata Carboni (en) (1908-1927), jeune laïque italienne.
- Simon Srugi (1877-1927), frère lai salésien palestinien.
- Zygmunt Łoziński (en) (1870-1932), prélat polonais.

6 juillet 1993
- Candide Marie de Jésus (1845-1912), religieuse espagnole fondatrice des Filles de Jésus.
- César Marie Barzaghi (1863-1941), prêtre italien.
- Samuel Mazzuchelli (1806-1864), prêtre dominicain italien, fondateur des Dominicaines de la congrégation du Saint Rosaire de Sinsinawa.
- Frédéric Ozanam (1813-1853), laïc français, fondateur de la Société de Saint-Vincent-de-Paul.
- Joseph Pesci (1853-1929), prêtre passionniste italien.
- Marie Raphaëlle Cimatti (1861-1945), religieuse hospitalière italienne membre des Sœurs hospitalières de la Miséricorde.

23 décembre 1993
- Benedetta Bianchi Porro (1936-1964), laïque italienne.
- Emilia de San José (1858-1893), religieuse vénézuélienne fondatrice des Petites Sœurs des pauvres de Maiquetía.
- Émilie d'Oultremont (1818-1878), religieuse belge, fondatrice des Sœurs de Marie-Réparatrice.
- Émilie Gamelin (1800-1851), religieuse canadienne, fondatrice des Sœurs de la Providence de Montréal.
- Eleonora Maturana (1884-1931), religieuse carmélites de la Charité argentine.
- Marie Antonia París y Riera (1813-1885), religieuse espagnole, fondatrice des religieuses de Marie Immaculée missionnaires clarétines.

## 1994
26 mars 1994
- Alfredo Ildefonso Schuster (1880-1954), moine bénédictin italien, abbé de Saint-Paul-hors-les-Murs.
- Bernarde Heimgartner (en) (1822-1863), religieuse suisse, cofondatrice des sœurs de la Sainte Croix de Menzingen.
- Daniel Comboni (1831-1881), missionnaire italien, fondateur des comboniens et des comboniennes.
- Félix de la Vierge (1902-1951), prêtre trinitaire espagnol.
- Joséphine Gabrielle Bonino (1843-1906), religieuse italienne, fondatrice des sœurs de la Sainte Famille de Savillan.
- Joseph Gras y Granollers (1834-1918), prêtre espagnol, fondateur des Filles du Christ-Roi.
- José León Torres (1849-1930), prêtre mercédaire espagnol.
- Julio María Matovelle (1852-1929), prêtre italien.
- Louis (1823-1894) et Zélie Martin (1831-1877), couple de laïcs français, parents de Thérèse de Lisieux.
- Marie-Dominique Brun Barbantini (1789-1868) fondatrice des sœurs ministres des malades de saint Camille.
- Marie Isabelle Tejada Cuartas (1887-1925), religieuse colombienne missionnaires de Marie Immaculée.
- Maria Teresa Dudzik (1860-1918), religieuse américaine, fondatrice des franciscaines de Chicago.

2 juillet 1994
- Bronislas Markiewicz (1842-1912), prêtre polonais, fondateur de la congrégation de Saint Michel et des sœurs de Saint Michel.
- Lucia Mangano (1896-1946), religieuse ursuline italienne.
- Louis Caburlotto (1817-1897), prêtre et éducateur italien, fondateur des Filles de saint Joseph de Caburlotto.
- María Amparo du Sacré-Cœur (1889-1941), religieuse clarisse italienne.
- Marie-Christine Brando (1856-1906), religieuse italienne, fondatrice des Sœurs victimes expiatrices de Jésus-Sacrement.

15 décembre 1994
- Consuelo Utrilla Lozano (1925-1956), religieuse minime italienne.
- Edel Quinn (1907-1944), laïque irlandaise de la Légion de Marie.
- Gabriele Allegra (1907-1976), prêtre capucin italien.
- Jan Wojciech Balicki (1869-1948), prêtre polonais.
- Faustino Míguez González (1831-1925), piariste espagnol fondateur des Filles de la Divine Bergère.
- Marie-Hélène Bettini (1814-1894), religieuse italienne, fondatrice des Filles de la divine providence de Rome.
- Marcelline Darowska (1827-1911), religieuse polonaise, fondatrice des Sœurs de l'Immaculée Conception.
- Marie-Alphonsine Danil Ghattas (1843-1927), religieuse palestinienne, fondatrice des sœurs du Saint Rosaire.
- Norbert Cassinelli (1827-1911), prêtre passionniste italien.
- Marie Anne Mogas Fontcuberta (1827-1886), espagnole fondatrice des franciscaines missionnaires de la Mère du Divin Pasteur.

## 1995
6 avril 1995
- Antoine Marie Schwartz (1852-1929), prêtre autrichien, fondateur des ouvriers de Saint-Joseph-de-Calasanz.
- Ferdinand Marie Baccilieri (1821-1893), prêtre italien, fondateur des servantes de Marie de Galeazza.
- Gaetano Tantalo (it) (1905-1947), prêtre italien.
- Giuseppe Tovini (1814-1897), laïc italien.
- Gregor Cäsarius Buhl (1896-1973), prêtre allemand.
- María Antonia Bandrés y Elosegui (1898-1919), religieuse espagnole, membre des Filles de Jésus.
- Marie de l'Incarnation Rosal (1820-1886), religieuse guatémaltèque, refondatrice de l'ordre de Bethléem.
- Rudolf Komorek (en) (1890-1949), prêtre salésien italien.

11 juillet 1995
- Anna Schäffer (1882-1925), mystique allemande.
- Cyprien Tansi (1903-1964), moine et prêtre trappiste nigérian.
- Henri Rebuschini (1860-1938), prêtre camillien italien.
- Philippe Smaldone (1848-1923), prêtre italien, cofondateur des salésiennes des Sacrés-Cœurs.
- Germain Ruopollo (1850-1909), prêtre passionniste italien.
- Jakob Kern (1897-1924), chanoine prémontré autrichien.
- Jean Collell Cuatrecasas (1864-1921), prêtre espagnol, fondatrice des Servantes du Sacré Cœur de Jésus de Vic
- Maria Chiara Magro (1923-1969), laïque italienne.
- Marie Karłowska (1865-1935), religieuse polonaise, fondatrice des sœurs du Bon Pasteur de la Divine Providence.
- Marie Thérèse Fasce (1881-1947), religieuse augustinienne italienne.
- Solanus Casey (1870-1957), prêtre capucin.

## 1996
12 janvier 1996
- Alexandrina de Balazar (1904-1955), mystique portugaise.
- Alpert Mosch (1849-1898), prêtre lasallien français.
- Bernard de Hoyos (1711-1735), prêtre et mystique jésuite espagnol, promoteur de la dévotion au Sacré-Cœur de Jésus.
- Élisabeth Bergeron (1851-1936), religieuse canadienne, fondatrice des sœurs de Saint Joseph de Saint-Hyacinthe.
- Flora Manfrinati (1906-1954), laïque italienne.
- Jean Vincent de Jésus Marie (1862-1943), né Juan Vicente Zengotitabengoa Lasuen, père carme déchaux espagnol.
- María del Carmen González-Valerio (1930-1939), jeune laïque espagnole.
- Maria Klara Fietz (1905-1937), autrichienne membre des franciscaines de l'Immaculée Conception de Graz.

13 mai 1996
- Anton Martin Slomšek (en) (1800-1862), prélat slovène.

25 juin 1996
- Antonio Amundarain Garmendia (1885-1954), prêtre espagnol.
- Giacomo Alberione (1884-1971), prêtre italien, fondateur de la Famille Paulinienne.
- Lidwine Meneguzzi (1901-1941), sœur de saint François de Sales italienne.
- Marie Thérèse Lega (1812-1890), religieuse italienne, fondatrice des sœurs de la Sainte Famille.
- Nicolas de Gesturi (1882-1958), prêtre franciscain italien.
- Thérèse Gallifa Palmarola (1850-1907), religieuse espagnol, fondatrice des servantes de la Passion.

17 décembre 1996
- Bernardine Jabłońska (en) (1878-1940), religieuse polonaise, cofondatrice des sœurs albertines servantes des pauvres.
- Carmen Sallés y Barangueras (1848-1911), religieuse espagnole, fondatrice des conceptionistes Missionnaires de l'Enseignement.
- Catherine Cittadini (1801-1857), religieuse italienne, fondatrice des ursulines de Saint-Jérôme.
- Eusebia Palomino Yenes (1899-1935), religieuse salésienne italienne.
- Hedwige Ire de Pologne (1374-1399), reine de Pologne.
- Maravillas de Jesús (1891-1974), religieuse et mystique carmélite déchaussée espagnole.
- Pierre Toussaint (1766-1853), laïc haïtien.
- Régine Protmann (1552-1613), religieuse polonaise, fondatrice de la congrégation de Sainte-Catherine.
- Thérèse Mira García (1895-1941), religieuse espagnole, membre des carmélites missionnaires thérèsiennes.

## 1997
8 mars 1997
- Antoine de Sainte-Anne Galvão (1739-1822), prêtre franciscain brésilien.
- Gioacchino Stevan (it) (1921-1949), prêtre italien.
- Flore Bracaval (1861-1935), religieuse belge, restauratrice des sœurs Angéliques de Saint Paul.
- Léon Dehon (1843-1925), chanoine français, fondateur des prêtres du Sacré-Cœur de Saint-Quentin.
- Louis-Antoine Ormières (1809-1890), prêtre français, fondateur des sœurs de l'Ange Gardien.
- Maria Carmelina Leone (1923-1940), laïque et catéchiste italienne.

7 juillet 1997
- Artemide Zatti (1880-1951), laïc salésien italien, missionnaire en Argentine.
- Carla Ronci (1936-1970), laïque italienne.
- Carlos Manuel Rodríguez Santiago (1918-1963), laïc italien.
- Egidio Bullesi (1905-1929), laïc italien du tiers-ordre franciscain.
- Jeanne-Marie Condesa Lluch (1862-1916), religieuse espagnole, fondatrice des servantes de Marie Immaculée[3].
- Marie Thérèse Casini (1864), religieuse italienne, fondatrice des oblates du Sacré Cœur de Jésus.
- Pierre Monnereau (1787-1856), prêtre français fondateur des sœurs des Sacrés-Cœurs de Jésus et de Marie.

18 décembre 1997
- Frère Ave Maria (it) (1900-1964), ermite italien.
- Catherine de Marie Rodríguez (1823-1896), religieuse argentine fondatrice des servantes du Cœur de Jésus de Córdoba.
- Délia Tétreault (1865-1941), religieuse canadienne, fondatrice des sœurs missionnaires de l'Immaculée-Conception.
- Giuseppe Picco (1867-1946), prêtre jésuite italien.
- Joseph Bilczewski (1860-1923), prélat polonais, « apôtre de l’Eucharistie ».
- Justin Russolillo (1891-1955), prêtre italien, fondateur des vocationnistes et des sœurs des divines vocations.
- Padre Pio (1887-1968), prêtre capucin italien.
- Secondo Pollo (en) (1908-1941), prêtre italien, chapelain militaire.
- Thérèse de Saint-Augustin (1752-1794), religieuse carmélite française.
- Thomas Reggio (1818-1901), prélat italien, fondateur des sœurs de Sainte Marthe de Vintimille.

## 1998
6 avril 1998
- Alberto Capellan Zuazo (1888-1965), laïc espagnol.
- Francesco Paleari (en) (1863-1939), prêtre italien.
- François Gaschon (1732-1815), prêtre réfractaire et missionnaire français.
- Jean-Marie Boccardo (1848-1913), prêtre italien, fondateur des Pauvres filles de saint Gaétan
- Josaphata Micheline Hordashevska (1869-1919), religieuse grecque-catholique ukrainienne, fondatrice des Servantes de Marie Immaculée
- Manuel González García (1877-1940), prélat espagnol, fondateur des Missionnaires eucharistiques de Nazareth.
- Célestine Donati (1848-1925), religieuse italienne, fondatrice des Filles pauvres de saint Joseph Calasanz.
- Mariette Gioia (1904-1931), laïque italienne.
- Marie Güell i Puig (1848-1921), religieuse espagnole, , fondatrice des sœurs missionnaires filles du Cœur de Marie.
- Paolo Pio Perazzo (1846-1911), laïc italien.

3 juillet 1998
- Edmond Bojanowski (1814-1871), laïc polonais, fondateur des servantes de l'Immaculée Conception.
- Élisabeth (1839-1919) et Madeleine (1838-1923), sœurs, laïques consacrées.
- Kinga de Pologne (1224-1292), princesse et religieuse polonaise.
- Marie Dolores Medina Zepeda (es) (1860-1925), religieuse mexicaine, fondatrice des filles de la Passion et de Notre Dame des Douleurs.
- Marie-Madeleine du Saint-Crucifix (1901-1929), religieuse capucine italienne.
- Rose Ojeda i Creus (1871-1954), religieuse espagnole, fondatrice des carmélites de saint Joseph.

21 décembre 1998
- Anastasius Hartmann (1803-1866), prélat capucin suisse, missionnaire en Inde du Nord.
- Arcangèle Tadini (1846-1912), prêtre catholique italien, fondateur des sœurs ouvrières de la Sainte Maison de Nazareth.
- Firmin Wickenhauser (1876-1939), prêtre franciscain allemand.
- Georges Bellanger (1861-1902), prêtre français.
- André-Hyacinthe Longhin (1863-1936), prélat italien.
- Jean-Léon Le Prevost (1803-1874), prêtre français, fondateur des religieux de Saint-Vincent-de-Paul.
- Josefa Campos (ca) (1872-1950), religieuse espagnole, fondatrice des sœurs ouvrières catéchistes de Notre Dame des Douleurs.
- Marie Thérèse Cortimiglia (1867-1934), religieuse italienne, fondatrice des Franciscaines de Sainte Claire.
- Anne-Rose Gattorno (1831-1900), religieuse italienne, fondatrice des filles de Sainte Anne.

## 1999
26 mars 1999
- Aurélien du Saint-Sacrement (1887-1963), prêtre carme déchaux espagnol, missionnaire en Inde.
- Egidio Malacarne (1877-1953), prêtre passionniste italien.
- Élisabeth Hesselblad (1870-1957), religieuse catholique, fondatrice des Sœurs du Saint-Sauveur de Sainte-Brigitte.
- Isabelle Larrañaga Ramírez (1836-1899), religieuse philippine, fondatrice des Sœurs de la charité du Sacré-Cœur de Jésus.
- Lino Maupas (it) (1866-1924), prêtre franciscain italien.

28 juin 1999
- Marie Charité Brader (1860-1943), religieuse suisse, fondatrice des Franciscaines de Marie Immaculée.
- Columba Marmion (1858-1923), moine bénédictin irlandais.
- Georges Preca (1880-1962), prêtre maltais, fondateur de la Société de la Doctrine Chrétienne.
- Jérôme Usera y Alarcón (1810-1891), prêtre et missionnaire espagnol, fondateur des Sœurs de l'Amour de Dieu.
- Marie Cabanillas (1821-1855), religieuse argentine, fondatrice des missionnaires franciscaines.
- Marie Thérèse Chiramel (1876-1926), religieuse syro-malabare indienne, fondatrice des Sœurs de la Sainte Famille.
- Marie de la Passion (1839-1904), religieuse française, fondatrice des Franciscaines missionnaires de Marie.
- Paul de Anda Padilla (1830-1904), prêtre mexicain, fondateur des Filles minimes de Marie Immaculée.

20 décembre 1999
- Concepción Cabrera de Armida (1862-1937), laïque mexicaine fondatrice des œuvres de la Croix et des sœurs de la Croix du Sacré-Cœur.
- Hélène Silvestri (1839-1907), fondatrice des Sœurs de Jésus Enfant.
- Jean XXIII (1881-1963), 261e pape.
- Sigismond Gorazdowski (1845-1920), prêtre polonais, fondateur des Sœurs de Saint Joseph de Cracovie.

## 2000
27 janvier 2000
- François-Xavier Seelos (1819-1867), prêtre et missionnaire rédemptoriste allemand.

1er juillet 2000
- Adrian Osmolowski (1838-1924), prêtre franciscain polonais.
- Bonifacia Rodriguez Castro (1837-1905), religieuse espagnole, fondatrice des Servantes de Saint Joseph.
- Bruna Pellesi (1911-1972), religieuse italienne, membre des Franciscaines missionnaires du Christ.
- Charles Liviero (1866-1932), prélat italien, fondateur des Petites servantes du Sacré-Cœur.
- Caroline Santocanale (1852-1923), religieuse italienne, fondatrice des Capucines de l'Immaculée de Lourdes.
- Casimiro Barello (it) (1857-1884), prélat italien.
- Eugénie Ravasco (1845-1900), religieuse italienne, fondatrice de la congrégation des Filles des Sacrés Cœurs de Jésus et de Marie.
- Félix de Jésus Rougier (1859-1938), prêtre français, fondateur de plusieurs instituts de vie consacrée.
- Marc-Antoine Durando (1801-1880), prêtre italien, fondateur des Sœurs nazaréennes de la Passion
- Maria Guadalupe Garcia Zavala (1878-1963), religieuse mexicaine, cofondatrice des Servantes de Sainte Marguerite-Marie et des pauvres
- Marie-Louise-Josèphe du Saint-Sacrement (1866-1937), mexicaine, fondatrice des carmélites du Sacré-Cœur et des carmélites de Los Angeles.
- Piedad de la Cruz Ortíz Real (1842-1916), religieuse espagnole, fondatrice des Salésiennes du Sacré-Cœur de Jésus.

18 décembre 2000
- Giuseppe Ghezzi (1872-1955) franciscain italien.
- Librada Orozco Santa Cruz (1834-1926), religieuse mexicaine fondatrice des franciscaines de Notre-Dame du Refuge
- Marie Candide de l'Eucharistie (1884-1949), religieuse et mystique carmélite italienne.
- Marie Pilar Izquierdo Albero (1906-1945), religieuse espagnole, fondatrice de l'œuvre missionnaire de Jésus et Marie.
- Maria Romero Meneses (1902-1977), religieuse salésienne nicaraguayenne.
- Sancie Szymkowiak (1910-1942), religieuse polonaise de la congrégation des Franciscaines de Notre-Dame des Douleurs.
- Vendelin Vosnjak (1861-1933), prêtre franciscain slovène.

## 2001
24 avril 2001
- Anne Catherine Emmerich (1774-1824), religieuse et mystique allemande.
- Marie-Madeleine de l'Incarnation (1770-1824), religieuse italienne, fondatrice de l'adoratrices perpétuelles du Saint-Sacrement
- Charles de Foucauld (1858-1916), prêtre et ermite français.
- Concetta Bertoli (1908-1956), laïque italienne, tertiaire franciscaine.
- Giovanni Antonio Farina (1803-1888), prélat italien, fondateur des Sœurs de Sainte-Dorothée, Filles des Sacrés-Cœurs.
- Giuseppe Gualandi (1826-1907), prêtre italien fondateur de la petite mission des sourds-muets
- Louis-Marie Monti (1825-1900), prêtre italien, fondateur des Fils de l'Immaculée Conception.
- Louis Tezza (1841-1923), prêtre camillien italien, fondateur des Filles de Saint Camille
- Maria Adeodata Pisani (1806-1855), religieuse maltaise.
- Maria Domenica Mantovani (1862-1934), religieuse italienne, cofondatrice des Petites Sœurs de la Sainte-Famille.
- Rosalie Rendu (1786-1856), religieuse française.
- Thomas-Marie Fusco (1831-1891), prêtre italien, fondateur des Filles de la Charité du Très Précieux Sang.
- Zygmunt Szczęsny Feliński (1822-1895), prélat polonais, fondateur des Franciscaines de la famille de Marie.

7 juillet 2001
- Luigi (1880-1951) et Maria Beltrame Quattrocchi (1884-1965), couple de laïcs italiens.

20 décembre 2001
- Antonina De Angelis (1858-1916), religieuse italienne.
- Bruno Marchesini (en) (1915-1938), séminariste italien.
- Jean Népomucène Zegri y Moreno (1831-1905), prêtre espagnol fondateur des Sœurs de la charité de Notre-Dame de la Merci.
- Pedro Legaria Armendariz (1880-1962), prêtre espagnol.

## 2002
23 avril 2002
- Gioacchino La Lomia (en) (1831-1905), prêtre, missionnaire et prédicateur capucin italien.
- Julie Salzano (1846-1929), religieuse italienne, fondatrice des Sœurs catéchistes du Sacré-Cœur.
- Giuseppe Morgera (it) (1844-1898), prêtre et prédicateur italien.
- Mathilde Téllez Robles (1841-1902), religieuse espagnole, fondatrice des filles de Marie, mère de l'Église.
- Marianna Saltini (it) (1889-1957), religieuse italienne.
- Maria Josefa Alhama y Valera (1893-1983), espagnole, fondatrice des servantes et fils de l'Amour miséricordieux.

5 juillet 2002
- Euphrasie du Sacré-Cœur de Jésus (1877-1952), religieuse indienne de tradition syro-malabare des Sœurs de la Mère du Carmel.
- Giulia Nemesia Valle (1847-1916), religieuse italienne des Sœurs de la charité de Sainte-Jeanne-Antide-Thouret.
- Maria Pia Mastena (1881-1951), religieuse italienne, fondatrice de l'institut des sœurs de la Sainte Face.
- Marija Petković (1892-1966), religieuse croate, fondatrice des Filles de la miséricorde franciscaine.
- Ivan Merz (1896-1928), laïc croate, pionnier de l'action catholique en Croatie.

20 décembre 2002
- Carlo Gnocchi (1902-1956), prêtre italien, fondateur de la Fondation Pro mutilata enfance.
- Marie-Thérèse de Saint Joseph (1855-1938), religieuse carmélite allemande, fondatrice des Carmélites du Divin Cœur de Jésus.
- Maria Crocifissa Curcio (1877-1957), italienne, fondatrice des Carmélites missionnaires de Sainte Thérèse de l’Enfant-Jésus.
- Mère Teresa (1910-1997), religieuse albano-indienne, fondatrice des Missionnaires de la Charité.

## 2003
12 avril 2003
- Anna Maria Fiorelli Lapini (1809-1860), italienne, fondatrice des pauvres filles des saints stigmates de saint François d'Assise
- Ascensión Nicol Goñi (1868-1940), religieuse espagnole, fondatrice des Sœurs missionnaires dominicaines du Saint-Rosaire.
- Basile Moreau (1799-1873), prêtre français, fondateur de la Congrégation de Sainte-Croix et des Marianites de Sainte-Croix.
- Charles Ier d'Autriche (1887-1922), dernier empereur d'Autriche.
- Filippo Bardellini (1878-1956), prêtre italien.
- Eustache van Lieshout (1890-1943) picpucien hollandais missionnaire au Brésil.
- Louis Boccardo (1861-1936), prêtre italien, fondateur des sœurs de Jésus-Roi.
- Louis Bordino (1922-1977), religieux italien des Frères de saint-Joseph-Benoît Cottolengo.
- Mosè Tovini (1877-1930), prêtre italien.

7 juillet 2003
- Clemens August von Galen (1878-1946), cardinal allemand, résistant au nazisme.
- Marie Madeleine Starace (1845-1921), religieuse italienne, fondatrice des Sœurs compassionistes servites de Marie.
- Eurosia Fabris (1866-1932), laïque italienne.
- Pierre Vigne (1670-1740), prêtre français, fondateur des Sœurs du Saint Sacrement de Valence.

20 décembre 2003
- Benigno de Sainte Thérèse de l'Enfant-Jésus (1909-1937), père carme italien.
- Louis Biraghi (1801-1879), prêtre italien fondateur des Sœurs de Sainte Marcelline.
- Louis Monza (1898-1954), prêtre italien, fondateur de l'Institut séculier des Petites apôtres de la charité.
- Marie Thérèse Scrilli (1825-1889), religieuse italienne, fondatrice des Sœurs de Notre Dame du Mont Carmel.
- Maria Nazarena Majone (1869-1939), religieuse italienne, supérieure générale des Filles du Divin Zèle.
- Rita Amada de Jésus (1848-1913), religieuse portugaise, fondatrice des Sœurs de l'Institut de Jésus, Marie et Joseph.

## 2004
19 avril 2004
- Candelaria de San José (1863-1940), religieuse carmélite vénézuélienne, fondatrice des carmélites de Mère Candelaria.
- Felice Prinetti (1842-1916), prêtre italien, fondateur des filles de Saint Joseph de Genoni
- François Marie Greco (1857-1931), prêtre italien, fondateur des petites ouvrières des Sacrés-Cœurs
- José Gabriel del Rosario Brochero (1840-1914), prêtre argentin.
- Maria Grazia Tarallo (1866-1912), religieuse italienne des sœurs crucifiées adoratrices de l'Eucharistie.
- Marianne Cope (1838-1918), religieuse franciscaine américaine.
- María del Pilar Cimadevilla López-Dóriga (en) (1952-1962), jeune laïque espagnole.
- Silvio Gallotti (1881-1927), prêtre italien.
- Thérèse Guasch y Toda (1848-1917), religieuse fondatrice des carmélites Thérèsiennes de saint Joseph.

28 juin 2004
- Alphonsa Clerici (1860-1930), religieuse italienne des Sœurs du Précieux Sang.
- Julie des Épines du Sacré-Cœur (1881-1974), religieuse mexicaine, fondatrice des Filles missionnaires de la Très Pure Vierge Marie.
- María Angélica Pérez (1897-1932), religieuse argentine, des Filles de Notre Dame du Jardin.
- Pere Tarrés i Claret (1905-1950), prêtre et médecin espagnol.
- Augustin Thevarparampil (1891-1973), prêtre indien de rite syro-malabar, connu comme « l'Apôtre des intouchables ».
- Serafina Gregoris (1873-1935), religieuse italienne membre des Sœurs franciscaines du Christ Roi.

20 décembre 2004
- Boleslas Sloskans (1893-1981), prélat russe.
- Ignace Kłopotowski (1866-1931), prêtre polonais, fondateur des sœurs de la Bienheureuse Vierge Marie de Lorette.
- Luigi Maria Olivares (it) (1873-1943), prélat italien.
- Marie Merkert (1817-1872), religieuse fondatrice des sœurs de Sainte Élisabeth.
- Mariano de la Mata Aparicio (1905-1983), prêtre et missionnaire italien de l'ordre de Saint Augustin.
- Marthe Wiecka (1874-1904), religieuse polonaise des filles de la charité.
- Michel Sopoćko (1888-1975), prêtre polonais, fondateur des Sœurs de Jésus Miséricordieux.
- Marie Colombe Białecka (1838-1887), religieuse polonaise, fondatrice des sœurs de Saint Dominique de Cracovie.
- Titus Maria Horten (de) (1882-1936), prêtre dominicain allemand.
- Virgilio Angioni (it) (1878-1947), prêtre italien, fondateur des Filles de Marie, Mère de la Divine Providence et du Bon Pasteur